# Friedrich Trütschler
Carl Friedrich Trütschler (* 30. Juli 1840 in Herrmannsgrün; † 12. Dezember 1924 ebenda) war ein deutscher Landwirt und Politiker.

## Leben
Trütschler war der Sohn des Feldhausbesitzers Karl Friedrich Trütschler (sen.) in Herrmannsgrün und dessen Ehefrau Christliebe geborene Neudeck. Er war evangelisch-lutherischer Konfession und heiratete am 5. Februar 1865 in Hohndorf Johanne Christiane Täubert (* 27. Juni 1837 in Hohndorf; † 7. Juni 1910 in Reudnitz), die Tochter des Einwohners Johann Georg Täubert in Hohndorf.
Trütschler war Feldhausbesitzer und Gemeindevorsteher in Herrmannsgrün.
Vom 11. November 1878 bis zum 11. November 1887 war er Abgeordneter im Greizer Landtag. Am 8. November 1877 wurde er mit der fürstlichen silbernen Ehrennadel „Für Treue und Verdienst“ und 1911 mit der fürstlichen Medaille „Merito ac dignitati“ ausgezeichnet.